# Świergotek rdzawouchy
Świergotek rdzawouchy (Anthus cinnamomeus pseudosimilis) – nieuznawany obecnie podgatunek świergotka cynamonowego, małego ptaka z rodziny pliszkowatych (Motacillidae). Naukowo opisany w roku 2002. Znany z 12 siedlisk w południowej Afryce.

## Taksonomia
Po raz pierwszy opisany w roku 2002 w Bulletin of the British Ornithologists’ Club przez Richarda Liversidge’a oraz Gary’ego Voelkera. Holotyp zebrano w 1995 roku w Keeley Park w Kimberley (RPA); obecnie znajduje się w McGregor Museum. Początkowo uznano okaz za przedstawiciela świergotka długodziobego (A. similis). Liversidge i Voelker uznali go za przedstawiciela odrębnego gatunku, który nazwali Anthus pseudosimilis. Nazwa gatunkowa pseudosimilis nawiązuje do podobieństwa do A. similis.
Badania przeprowadzone w 2014 roku kwestionują odrębność gatunkową tego taksonu. Badania wykazały, że materiały dostępne w muzeach są w rzeczywistości połączeniem trzech innych taksonów: holotyp należy do A. cinnamomeus, pięć skórek jest nie do odróżnienia od A. similis, a inna skórka należy do A. hoeschi.
W „Kompletnej liście ptaków świata” traktowany był jako podgatunek świergotka cynamonowego; obecnie uznawany jest za jego synonim.

## Zasięg występowania
Zasięg występowania obejmuje obszar w południowej Afryce, od Namaqualand do okolic Middelburg w prowincji Mpumalanga. Środowisko życia stanowią stepy z trawami dorastającymi zazwyczaj do 15 cm, niekiedy 30 cm. 

## Morfologia
Masa ciała wynosi 28–35,2 g. Dziób mierzy 14,2–14,8 mm, skok 26–31 mm, natomiast skrzydło 93–100 mm. Pióra na wierzchu ciała tworzą łuskowaty wzór, centra piór brązowe (w kolorze umbry), natomiast obrzeżenia jaśniejsze. Na głowie wzór ten przechodzi w czarno-brązowe pasy. Brew biała, przez oko przechodzi cienki, czarny pasek. Obszar od okolic uszu do dzioba rdzawobrązowy, oddzielony od białego wąsa czarniawym paskiem. Od kącika dzioba w tył odchodzi kolejny czarny pasek. Broda i gardło brudnobiałe, pierś pokryta czarnymi plamkami. Brzuch i pokrywy podogonowe białe. Lotki niemal czarne, jasnobrązowo obrzeżone. Sterówki ciemnobrązowe, jasno obrzeżone. Nogi i stopy jasnoróżowe. Dziób czarny, nasada żuchwy żółtaworóżowa. 

## Behawior
Świergotek rdzawouchy widywany jest zazwyczaj na ziemi, rzadziej siedzący na źdźble trawy. Gdy zostanie zaalarmowany, może siadać na płotach lub drutach telefonicznych, jednak nie był widywany na drzewach i krzewach. Różni się tym od świergotka długodziobego, który rzadko żeruje na ziemi. Pieśń zwykle wykonywana w locie, składa się z trzech głębokich dźwięków chreep-choop-chreep.

## Lęgi
Gniazda świergotków zazwyczaj tworzą zagłębienia w ziemi. Odkryto dwa gniazda świergotków rdzawouchych. Pierwsze mieściło się w trawie, która formowała około 15-centymetrowy tunel. Drugie ukryte mieściło się na poziomie korzeni, niewidoczne z góry, gdyż przykrywała je trawa. Podobnie ukryte gniazda występują jedynie u dwóch innych świergotków: świergotka samotnego (A. nilghiriensis) oraz żółtawego (A. lutescens). Jaja są białoniebieskie, pokryte ciemnymi plamkami.